# 陈顺恒
陈顺恒（1937年3月—2016年5月2日），浙江省宁波市人。1955年8月参加工作，1959年3月加入中国共产党。高级经济师职称。

## 简介
历任西北化工设计分院办公室副主任，兰州化学工业公司宣传处副处长等。1978年7月调北京工作，历任国务院环境保护领导小组办公室副处长，城乡建设环境保护部政策研究室副处长，国务院特区办公室综合司司长，国务院特区办公室副主任，国务院稽查特派员，中央企业工委监事会主席、香港特別行政區籌備委員會委員，国有重点大型企业监事会主席等职务。
是第九届和第十届全国政协委员。
2016年5月2日，因病于北京逝世。